# Kempnyella
Kempnyella és un gènere d'insectes plecòpters pertanyent a la família dels pèrlids.

## Hàbitat
En els seus estadis immadurs són aquàtics i viuen a l'aigua dolça, mentre que com a adults són terrestres i voladors.

## Distribució geogràfica
Es troba a l'extrem meridional de Sud-amèrica entre les latituds 35°S i 45°S: Xile i l'Argentina.

## Taxonomia
- Kempnyella genualis (Navàs, 1918)
- Kempnyella walperi (Illies, 1964)[14]